# Centro de Estudios Jurídicos
El Centro de Estudios Jurídicos (CEJ) es un organismo público español, adscrito al Ministerio de la Presidencia, Justicia y Relaciones con las Cortes a través de la Secretaría de Estado de Justicia, que tiene como funciones la formación inicial y continuada de fiscales, letrados de la administración de justicia y forenses, así como demás personal de la Administración de Justicia y de las Fuerzas y Cuerpos de Seguridad en la función de Policía Judicial.

## Historia
Los orígenes de lo que hoy es el Centro de Estudios Jurídicos se remontan a 1939 cuando, terminada la guerra civil, se empieza a pensar en completar la cultura jurídica general adquirida con la oposición por los futuros jueces y fiscales, y para ello se redactó un Proyecto de Ley en el que se creaba la Escuela Judicial, dependiente del Ministerio de Justicia.
El Gobierno lo retiró y presentó un segundo proyecto que contemplaba la posibilidad de integración de la Escuela Judicial en la Universidad. De aquí surgirá la Ley de 26 de mayo de 1944, por la que se crea definitivamente la "Escuela Judicial Española", dependiente del Ministerio de Justicia e incorporada a la Universidad española, cuyas funciones eran la selección y formación profesional de los Licenciados en Derecho que en lo sucesivo hayan de ejercer las funciones judiciales y fiscales. 
Se establecía como único sistema de ingreso en la Escuela Judicial el de la oposición, y entre los requisitos, además de licenciatura en Derecho, se requería ser "varón, seglar y mayor de 21 años", y era preciso" acreditar el conocimiento de alguno de los idiomas de cualquiera de los países más adelantados en el cultivo de las ciencias jurídicas". 
Al frente de la Escuela, y como encargado de trazar sus directrices fundamentales, existía un Patronato que, presidido por el ministro de Justicia, estaba integrado por el subsecretario del Departamento, el director general de Justicia, el presidente y el fiscal del Tribunal Supremo, el rector de la Universidad de Madrid, el decano de la Facultad de Derecho y el director y el jefe de Estudios.
Estos dos últimos eran nombrados por el ministro de Justicia, a propuesta del Rector de la Universidad, previo informe del Decano de la Facultad de Derecho. Necesariamente uno de ellos debía ser catedrático y otro magistrado, y formaban parte de los tribunales de oposición.
El Reglamento orgánico, aprobado por Decreto de 2 de noviembre de 1945, vino a desarrollar las previsiones de la Ley y a regular el contenido y la forma de los ejercicios de que debía constar la oposición.
No obstante, habrá que esperar al 6 de junio de 1950 para que la Escuela Judicial abra sus puertas y no será hasta 1959 cuando esta ocupe el actual edificio de la Ciudad Universitaria.
Tras el regreso de la democracia con el régimen constitucional de 1978, se ratifica que el Ministerio Fiscal “ejerce sus funciones por medio de órganos propios conforme a los principios de unidad de actuación y dependencia jerárquica y con sujeción, en todo caso, a los de legalidad e imparcialidad”.
Por lo que, la Escuela Judicial sigue su andadura a través de nuevos Reglamentos, hasta la aprobación de la Ley Orgánica 6/1985, de 1 de julio, en la que pasa a denominarse "Centro de Estudios Judiciales" , con las funciones de colaborar tanto con el Ministerio de Justicia, como con el Consejo General del Poder Judicial, en la "selección, formación y perfeccionamiento de los miembros de las Carreras Judicial y Fiscal, del Secretariado y demás personal al servicio de la Administración de Justicia". 
La Ley Orgánica 16/1994 de 8 de noviembre, de modificación de la Ley Orgánica del Poder Judicial, atribuyó al Consejo General del Poder Judicial competencia en materia de selección y formación de jueces y magistrados, lo que tuvo como consecuencia la escisión de la formación de jueces y fiscales, quedando reservada al Centro, con la denominación de "Centro de Estudios Jurídicos de la Administración de Justicia", las funciones anteriormente atribuidas, excepción hecha de la formación de jueces que pasarían a formarse en la Escuela Judicial, creada por el Reglamento 2/1995, aprobado por Acuerdo del Consejo General del Poder Judicial, de 7 de junio de 1995, si bien no entró en funcionamiento hasta dos años más tarde. El 18 de febrero de 1997, ingresó en la Escuela Judicial la primera promoción de jueces en prácticas.
El último cambio de nombre se produce en 2003, año en el que pasa a denominarse Centro de Estudios Jurídicos, con la estructura y competencias que establece su Estatuto, aprobado por Real Decreto 1276/2003, de 10 de octubre, teniendo por objeto la colaboración con el Ministerio de Justicia, "en la formación inicial y continuada de los miembros de la carrera fiscal y de los funcionarios pertenecientes a los Cuerpos de Secretarios Judiciales (en la actualidad, Letrados de la Administración de Justicia), Médicos Forenses y demás personal al servicio de la Administración de Justicia" , colaboración que se extiende también a la "formación continuada de los Abogados del Estado" y a "la formación complementaria de los miembros de las Fuerzas y Cuerpos de Seguridad del Estado, en su especialización para la función de la policía judicial".
En 2019, por el Real Decreto 312/2019, de 26 de abril, que deroga el anterior del año 2003, se aprueba la creación de la de la Comisión Pedagógica, órgano colegiado de carácter asesor, formado por representantes de todos los cuerpos del sector justicia a los que el Centro de Estudios Jurídicos tiene encomendada su formación, así como la creación de una Dirección de Formación de la Carrera Fiscal, encargada de la planificación y de los planes de estudios de la carrera fiscal. Este nuevo estatuto también incluye “los principios de transparencia y objetividad como eje transversal de las decisiones del organismo, la actualización, como consecuencia de recientes modificaciones normativas de las denominaciones de los cuerpos de servidores públicos en el ámbito de la Justicia y de las referencias normativas que se citan a lo largo del real decreto y el refuerzo del carácter autónomo del organismo”.

## Estructura
El Centro de Estudios Jurídicos está compuesto por órganos de gobierno y órganos ejecutivos.
Los órganos de gobierno son la Presidencia y el Consejo. La persona titular del Ministerio de Justicia ostenta la Presidencia del organismo y la del Consejo.
Los órganos ejecutivos son la Dirección, la Subdirección General-Jefatura de Estudios y la Secretaría General.

## Formación

### Formación Inicial
En el Centro de Estudios Jurídicos se desarrollan los cursos selectivos teórico-práctico de formación inicial de los aspirantes al ingreso de la Carrera Fiscal, los Cuerpos de los Letrados de la Administración de Justicia, Médicos Forenses, Facultativos del Instituto Nacional de Toxicología y Ciencias Forenses, así como del restante personal al servicio de la Administración de Justicia y de las Fuerzas y Cuerpos de Seguridad del Estado en su especialización para la función de Policía Judicial.
El contenido y la duración están especificados en los planes docentes del centro.

### Formación Continuada
El Centro de Estudios Jurídicos lleva a cabo un plan general de actividades en materias sobre las funciones que desempeñan los miembros de la Carrera Fiscal, Cuerpos de Letrados de la Administración de Justicia, Abogados del Estado, Médicos Forenses, Facultativos del Instituto Nacional de Toxicología y Ciencias Forenses y demás personal al servicio de la Administración de Justicia.